# Koniec Świata (zespół muzyczny)
Koniec Świata – polski zespół muzyczny powstały w roku 2000 w Katowicach, grający muzykę z pogranicza ska, punku i rocka.

## Historia

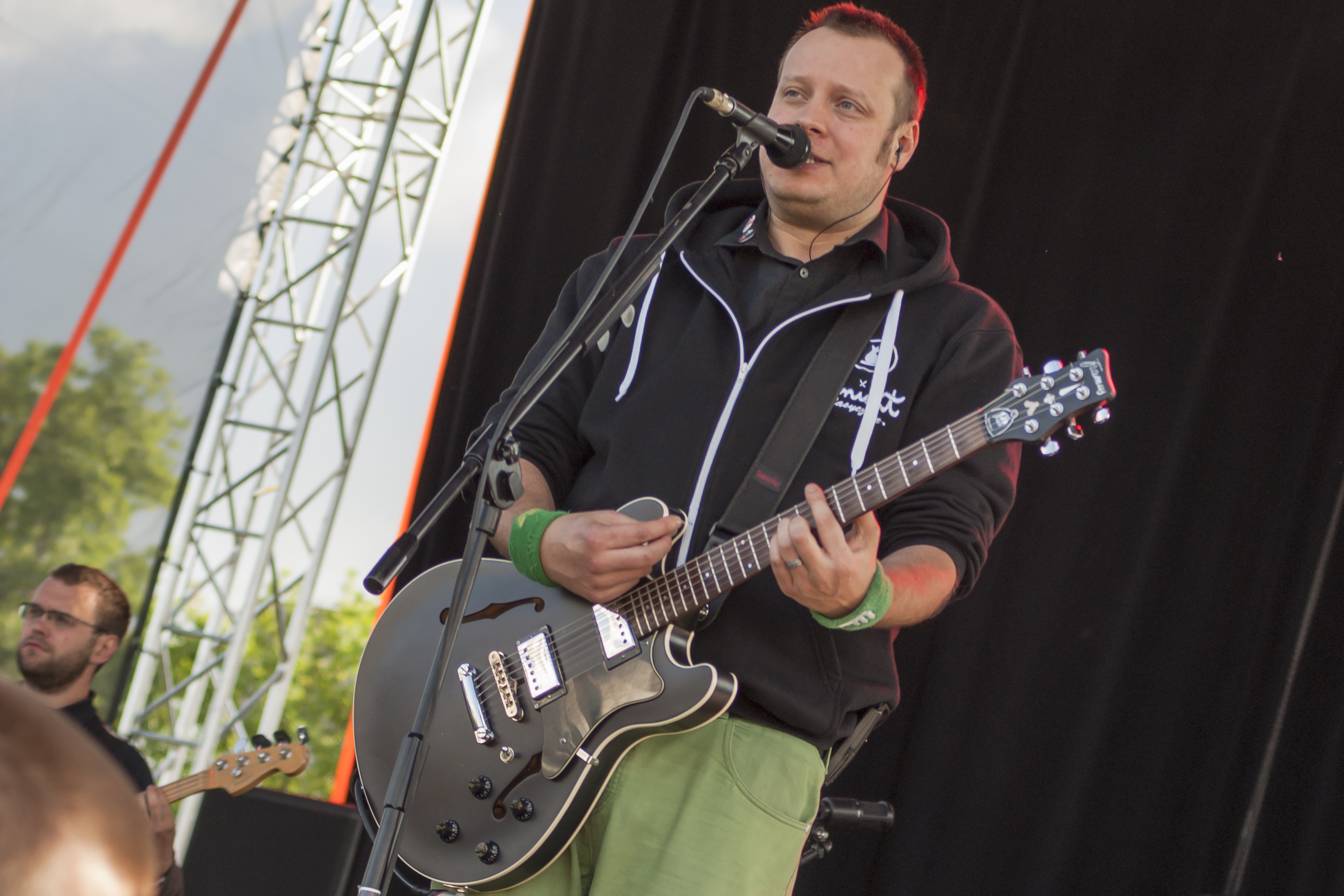
Jacek „Dżeki” Stęszewski, Ursynalia - Warsaw Student Festival 2014.

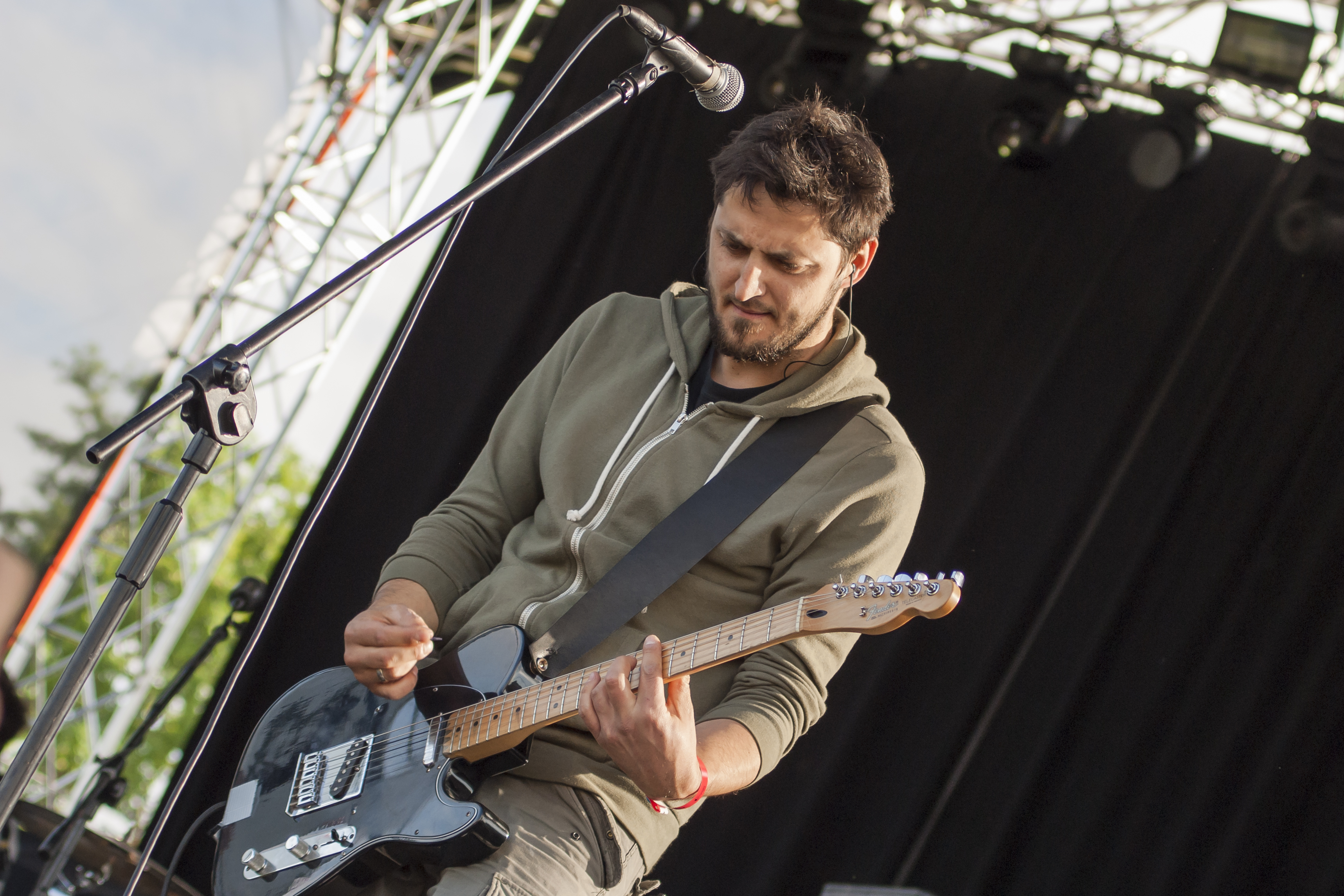
Jacek „Czepek” Czepułkowski, Ursynalia - Warsaw Student Festival 2014.

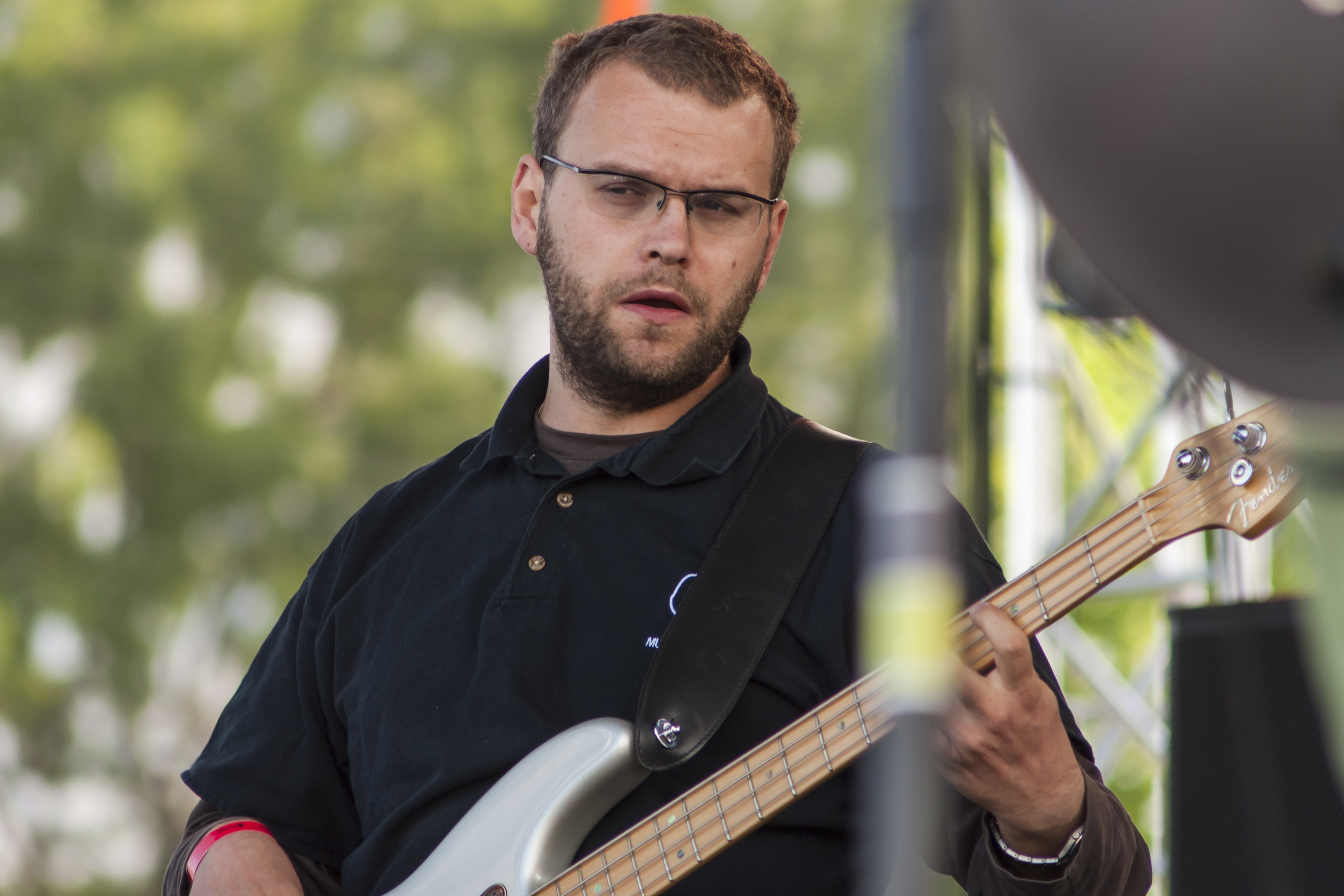
Marek „Melo” Mrzyczek, Ursynalia - Warsaw Student Festival 2014.

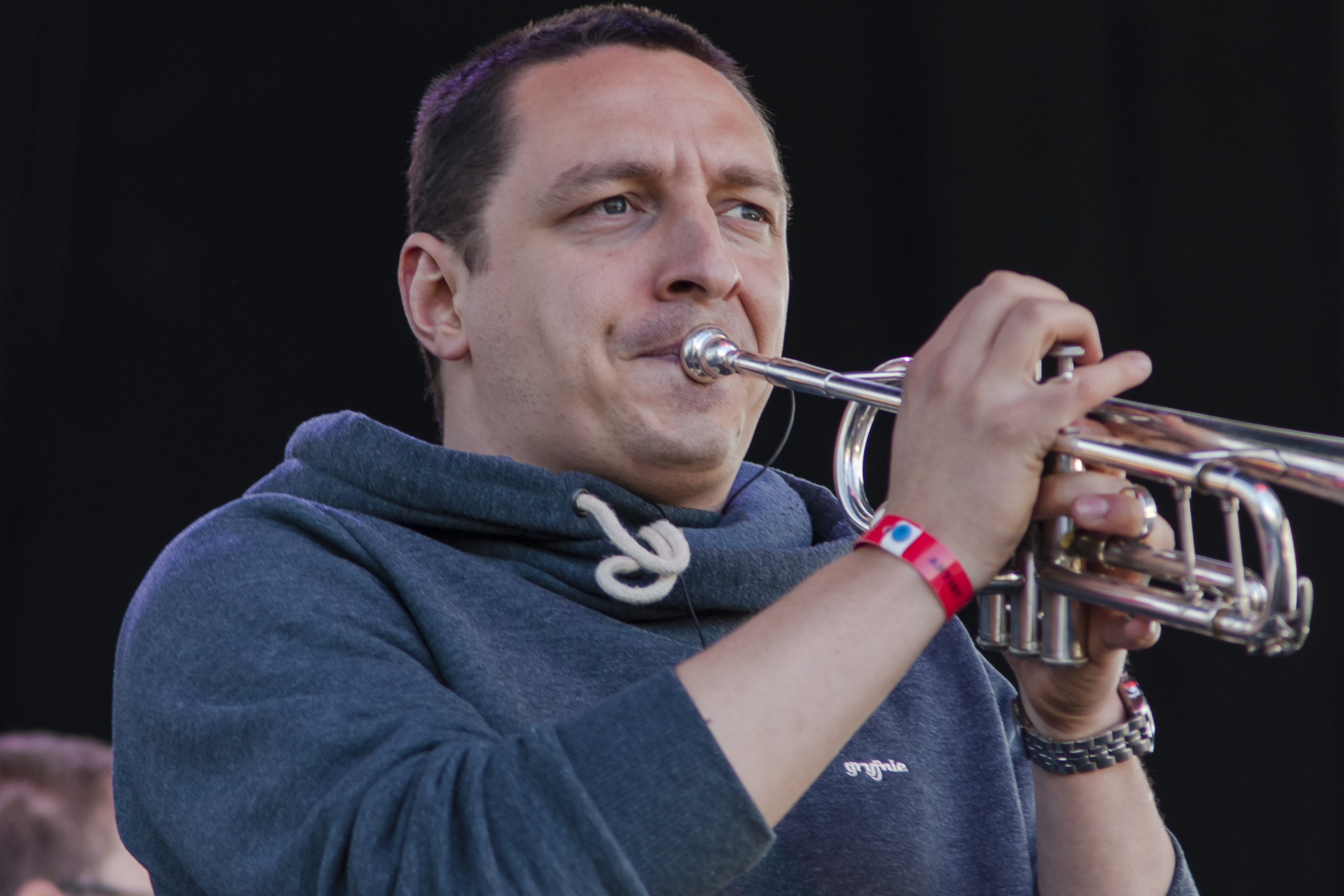
Szymon „Szymek” Cirbus, Ursynalia - Warsaw Student Festival 2014.

Zespół Koniec Świata powstał w styczniu 2000 roku w Katowicach, z inicjatywy Jacka Stęszewskiego (śpiew, gitara). Po siedmiu miesiącach wspólnego grania, Koniec Świata nagrał swój pierwszy album pt. „Korzenie” w studio „Clash” we Wrocławiu, który następnie został wydany przez wydawnictwo „Zima”. To przyczyniło się do tego, że Koniec Świata zaczął coraz więcej koncertować, pojawiać się na znanych festiwalach, takich jak: Afryka w Toruniu, Warszawski Festiwal Reggae, czy też Winter Reggae w Gliwicach. Koniec Świata zaczął także koncertować w Europie, swój program koncertowy zaprezentowali m.in. w Niemczech, Czechach, czy Słowacji, a wszystkie zagraniczne koncerty zostały bardzo entuzjastycznie przyjęte przez europejską publiczność.
W marcu 2002 roku ukazuje się drugi album zespołu pt. „Symfonia na sprzedaż”, materiał zostaje zarejestrowany w studio „Czad”, pod czujnym okiem Sławomira Mizerkiewicza, gitarzysty zespołu Pidżama Porno. Po ukazaniu się drugiego albumu Koniec Świata zagrał kilkadziesiąt koncertów w całej Polsce min: wystąpił na IX Przystanku Woodstock oraz w 2003 wyruszył w swoją pierwszą trasę koncertową obejmującą większe miasta Polski. 
Po licznych zmianach personalnych 30 maja 2005 roku Koniec Świata wydał kolejną, trzecią już płytę pt. Kino Mockba. Tym razem produkcją i dystrybucją zajęła się już duża firma Lou & Rocked Boys c/o Rockers Publishing z Wrocławia. Album okazał się merytorycznie najciekawszym i najlepiej przyjętym przez publiczność oraz krytyków muzycznych wydawnictwem w dotychczasowej, krótkiej historii zespołu. Przed Końcem Świata otworzyły się dotychczas niedostępne „bramy”. Singlowy utwór: „Granat w plecaku” został nominowany do nagrody przyznawanej przez radio Bis „Bisery 2005”, w kategorii najciekawszy tekst. Równolegle z wydaniem płyty grupa nakręciła swój pierwszy teledysk do utworu „Atomowe czarne chmury”, który można obejrzeć w kilku stacjach telewizyjnych m.in. na antenie 4funTV czy Polsat2. W roku 2006 Koniec Świata pojawił się na „Trasie 2006” zespołów Happysad i Hurt, po raz kolejny udanie zaprezentował się przed publicznością Przystanku Woodstock w Kostrzynie, zagrał na festiwalach „Nie zabijaj” oraz w Jarocinie, jak również wystąpił gościnnie na 20-leciu Farben Lehre w Płocku i XIX urodzinach zespołu Pidżama Porno. Na początku 2007 roku Koniec Świata zagrał jedną z największych tras koncertowych w Polsce z cyklu Punky Reggae Live 2007 jako jeden z trzech głównych zespołów obok Farben Lehre i Zabili Mi Żółwia. Trasa obejmowała 28 koncertów w całej Polsce i cieszyła się wielkim zainteresowaniem, co potwierdzały wysokie frekwencje oraz wyprzedawanie biletów na długo przed koncertami. 
Wrzesień 2007 roku przyniósł czwarte wydawnictwo Końca Świata – zawierający 12 kompozycji album „Burgerbar” oraz klip promujący płytę do utworu „Wystarczy, że serce mi bije”. Płyta osiągnęła najlepszą sprzedaż z dotychczasowych wydawnictw i zajęła 5 miejsce w plebiscycie Antyradia na najlepszą płytę 2007 roku. W ramach promocji płyty zespół ruszył w ogólnopolską trasę koncertową BURGERBAR TOUR, w międzyczasie występując z zespołem Akurat na Mini Tour 2007 grając w wielu miastach w całym kraju. Po zakończeniu trasy z zespołu odeszli basista Marek Mrzyczek i perkusista Piotr Połaniecki. Ich miejsca zajęli Wojtek Filipek (bas) i Łukasz Gocal (perkusja). Początek 2008 roku przynosi kolejne sukcesy zespołu. Koniec Świata zostaje zaproszony przez Jurka Owsiaka na główny koncert WOŚP w Warszawie pod Pałacem Kultury. Zespół wystąpił jako jedna z głównych gwiazd koncertu transmitowanego przez TVP2.
Rok 2008 to przede wszystkim kolejna trasa pod szyldem Punky Reggae Live (wraz z Farben Lehre i Leniwcem). Od lutego 2008 do kwietnia 2008 Koniec Świata zagrał z okazji PRLive 28 koncertów w całej Polsce. W lipcu 2008 r. Koniec Świata wystąpił po raz kolejny na słynnym festiwalu w Jarocinie.
Jesienią 2008 roku nastąpiła kolejna zmiana w składzie zespołu – posadę perkusisty zajął Grzegorz Imielski. W nowym składzie, zespół wyrusza na wspólną trasę koncertową z zespołem Zabili Mi Żółwia. Po zakończeniu trasy w 2009 roku z zespołu odchodzi perkusista Grzegorz Imielski, a jego miejsce zajmuje Michał Leks. Na początku 2010 roku, zespół organizuje specjalne koncerty z okazji swoich 10 urodzin w Katowicach, Krakowie i Nowym Sączu, w których udział gościnnie wzięli m.in.: Jan Gałach, Maciej Kurowicki i Michał Wojnar. W kwietniu 2010 roku ukazuje się kolejna płyta zespołu pt. „Oranżada”.  Album promują single „Porąbana Noc” oraz tytułowa „Oranżada”, do której również ukazał się klip. Po trasie promującej płytę z zespołu odszedł basista Wojtek Filipek, a na jego miejsce wrócił Marek Mrzyczek. W 2011 roku zespół wydał album kompilacyjny „X – lat” z okazji 10-lecia istnienia zespołu. Ponieważ wybór utworów wydawcy odbiegał od wizji zespołu, album został wydany w dwóch wersjach: „wydawcy” i „zespołu”. Na obu wersjach znalazły się także dwa nowe utwory: „Czarny Kot, Biały Kot” oraz „Chory Kraj”, które zostały nagrane jeszcze w poprzednim składzie. W 2012 roku zespół nagrał szósty album studyjny „Hotel Polonia”, którego stylistyka nawiązuje do klimatów z „Kino Mockba”. Album został zarejestrowany w studiu Radioaktywni, a realizacją nagrań zajął się Adam Celiński. Album promują dwa single i teledyski do utworów „Liubliu” oraz „Hotel Polonia”. Album „Hotel Polonia” spotkał się z bardzo dobrym przyjęciem zarówno ze strony fanów jak i krytyków.
W lutym 2015 zespół wyruszył w trasę z okazji piętnastolecia działalności by zagrać 15 koncertów w największych miastach Polski. Na koncertach trwających prawie 3h zespół prezentował utwory z całego okresu działalności, a także po raz pierwszy w historii zespół zagrał część utworów na instrumentach akustycznych. 01.09.2015r. ukazał się kolejny album kompilacyjny zespołu - XV lat. Było to pierwsze wydawnictwo zespołu, które zostało wydane również na płycie winylowej. Oprócz przebojów z wcześniejszych płyt, na wydawnictwie umieszczono trzy całkowicie nowe utwory: "Pleśń", "Kury" i "Lovesick", z których ostatnie dwa wkrótce znalazły się na nowym albumie studyjnym – „God shave the Queen”. Album ten, podobnie jak „Hotel Polonia” został zarejestrowany w studiu „Radioaktywni” w Częstochowie we współpracy z Adamem Celińskim. Jest to pierwsza płyta zarejestrowana z obecnym perkusistą Michałem Sobczykiem. Muzyka albumu jest wyraźnie cięższa i ostrzejsza od poprzednich wydawnictw, jednak zespół zachował charakterystyczny dla siebie styl mieszanki rocka, punku, ska i muzyki folkowej. Premiera „God shave the Queen” nastąpiła 15 stycznia 2016 roku i była poprzedzona singlem „Mikorason”, do którego również ukazał się videoclip. Pod koniec stycznia zespół wyruszył w trasę koncertową promującą nowy album. Trasa objęła największe miasta Polski, a także (po raz pierwszy w historii zespołu) dwa miasta w Anglii: Leeds oraz Doncaster. Po trasie ukazał się klip do utworu „Jedna ręka nie klaszcze”. W styczniu 2017 roku Koniec Świata po raz pierwszy zagrał za oceanem – 21 stycznia odbył się koncert w Toronto dla kanadyjskiej Polonii. W 2018 roku ponownie zagrali na Pol’and’Rock Festival. 21 stycznia 2019 roku nastąpiła kolejna zmiana na stanowisku perkusisty – do zespołu wrócił Michał Leks, a 3 listopada 2019 roku Wojtek Filipek ponownie zajął miejsce Marka Mrzyczka na stanowisku basisty.

## Muzycy
| - Jacek Stęszewski „Dżeki” – śpiew, gitara - Jacek Czepułkowski „Czepek” – gitara, śpiew (od 2001) - Szymon Cirbus „Szymek” – trąbka, instrumenty klawiszowe, chórki (od 2001) - Wojtek Filipek – bas (2007-2011 i ponownie od listopada 2019) - Michał Leks – perkusja (2009-2014 i ponownie od stycznia 2019) | - Marek Mrzyczek „Melo” – bas (2004-2007, 2011-2019) - Piotr Połaniecki „Piter” – perkusja (2003-2007) - Łukasz Gocal „Łuki” – perkusja (2007-2008) - Tomasz Widera – gitara basowa (2000-2004) - Olo Juraszczyk (gościnnie) – perkusja (2003) - Łukasz Gmyrek – perkusja (2000-2001) - Witek Ilwicki – gitara (2001-2001) - Sebastian Szatanik – perkusja (2001-2003) - Grzegorz Imielski „Mały” – perkusja (2008-2009) - Dawid Frydryk – trąbka (2000-2001) - Michał Sobczyk – perkusja (2014-2019) |

## Dyskografia
Albumy
| Korzenie                    | - Data: 2000 - Wydawca: Zima                                         | —  |
| Symfonia na sprzedaż        | - Data: 2002 - Wydawca: Zima                                         | —  |
| Kino Mockba                 | - Data: 30 maja 2005 - Wydawca: Lou & Rocked Boys                    | —  |
| Burgerbar                   | - Data: 15 października 2007 - Wydawca: Lou & Rocked Boys            | —  |
| Oranżada                    | - Data: 26 kwietnia 2010 - Wydawca: Lou & Rocked Boys                | —  |
| Hotel Polonia               | - Data: 22 października 2012 - Wydawca: Lou & Rocked Boys            | —  |
| God Shave the Queen         | - Data: 15 stycznia 2016 - Wydawca: Lou & Rocked Boys                | 27 |
| Durny                       | - Data: 03 grudnia 2021 - Wydawca: Łukasz Olejarczyk i Koniec Świata |    |
| "—" album nie był notowany. |                                                                      |    |

Kompilacje
| Tytuł  | Dane dot. albumu                                      |
| ------ | ----------------------------------------------------- |
| X Lat  | - Data: 18 kwietnia 2011 - Wydawca: Lou & Rocked Boys |
| XV Lat | - Data: 1 września 2015 - Wydawca: Lou & Rocked Boys  |